# Furstegrav

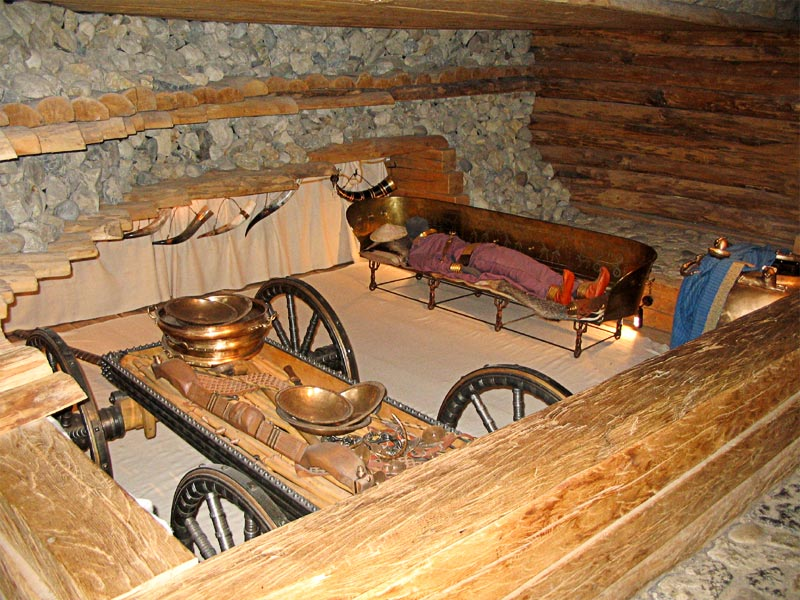
Rekonstruktion av furstegrav

Furstegrav är en grav i vilken en furste har begravts. De flesta furstegravar har påträffats i centrala Europa, bland annat i Tyskland.
Med sig i graven kunde en furste få dyrbara kläder, hästar och vagnar.

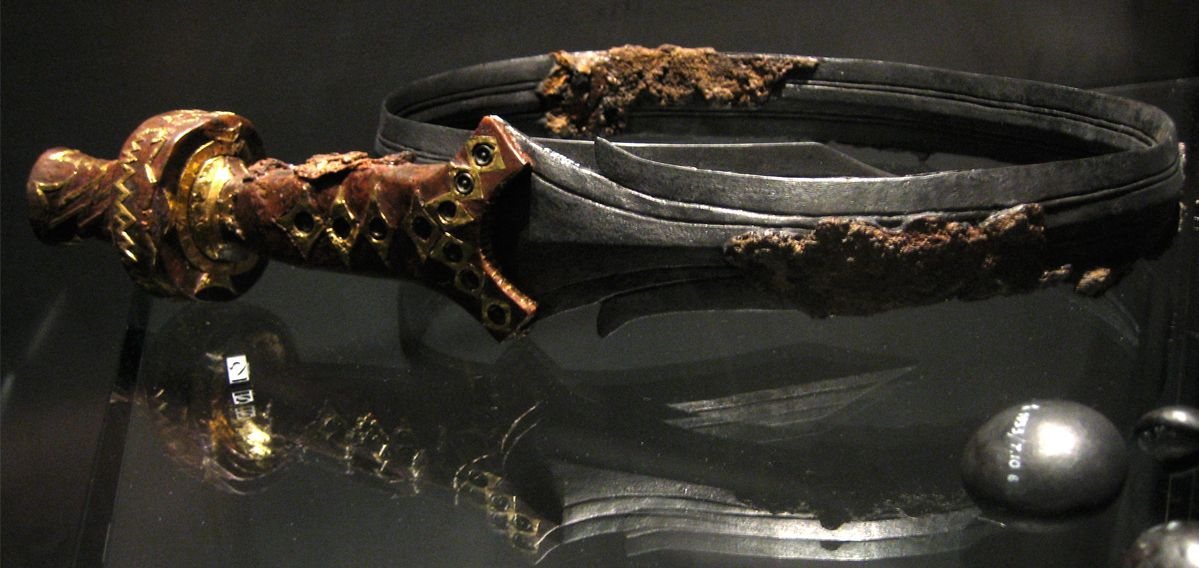
Gravgods Furstegrav Oss, Nederländerna